# Manuel dos Santos Afonso
Manuel António dos Santos Afonso (1 de dezembro de 1950) é um deputado e político português. Ele é deputado à Assembleia da República na XIV legislatura pelo Partido Socialista. É um Técnico Agrícola.